# Ignești
Ignești – wieś w Rumunii, w okręgu Arad, w gminie Ignești. W 2011 roku liczyła 261 mieszkańców. 